# Defleshed
Defleshed – szwedzka grupa wykonująca muzykę z pogranicza thrash i death metalu, działająca w latach 1991 – 2005. 

## Historia
Zespół założony został pod koniec 1991 r. w Uppsali w składzie Oskar Karlsson (perkusja), Kristoffer Griedl (gitara), Lars Löfven (gitara) oraz Robin Dohlk (śpiew). Już w 1992 r. zarejestrowane zostały i wydane własnym kosztem pierwsze materiały demo: Defleshed oraz Abrah Kadavrah, na którym zadebiutował jako wokalista Johan Hedman. Jeszcze w tym samym roku do grupy dołączył basista Gustaf Jorde, który przejął również obowiązki wokalisty i z którego udziałem nagrano w 1993 r. kolejne demo zatytułowane Body Art. Materiał ów doprowadził do kontraktu z niemiecką wytwórnią Invasion Records, którego owocem stała się opublikowana rok później EP-ka Ma Belle Scalpelle.
W roku 1995 perkusistę Karlssona zastąpił Matte Modin, rok później grupę opuścił Griedl. Także w 1996 r. ukazał się nakładem Invasion Records pełnowymiarowy debiutancki album zatytułowany  Abrah Kadavrah, rok później zaś kolejny - Under the Blade, zawierający m.in. udaną interpretację utworu Curse the Gods z repertuaru Destruction. Album promowany był podczas występów w Europie u boku In Flames i Borknagar.
W 1999 r. grupa wydała swój trzeci album Fast Forward. Wydawnictwo ukazało się nakładem wytwórni War Music, dzięki brazylijskiej RAW Records światło dzienne ujrzała również płyta koncertowa Death… The High Cost of Living. Nowe dokonania zespół prezentował m.in. na europejskiej trasie z Cannibal Corpse oraz w ramach mini-tournee po Japonii.
Nagrany w Berno Studios przy pomocy Daniela Bergstranda czwarty krążek ujęty tytułem Royal Straight Flesh trafił do sprzedaży w 2002 r. za sprawą Regain Records. Nakładem tejże oficyny wydany został także w 2005 r. album Reclaim the Beat, jednakże już kilka miesięcy po jego opublikowaniu zespół przestał  istnieć.

## Dyskografia

### Albumy studyjne
- 1996: Abrah Kadavrah (Invasion Records)
- 1997: Under the Blade (Invasion Records)
- 1999: Fast Forward (War Music)
- 1999: Death… The High Cost of Living (Live, Raw Records)
- 2002: Royal Straight Flesh (Regain Records)
- 2005: Reclaim the Beat (Regain Records)

### EP
- 1994: Ma Belle Scalpelle (Invasion Records)

### Dema
- 1992: Defleshed
- 1992: Abrah Kadavrah
- 1993: Body Art

### Single
- 1993: Obsculum obscenum (Miscarriage Records)